# Mariano Fazio Fernández
Mariano Fazio Fernández (Buenos Aires, Argentina, 25 de abril de 1960) é um sacerdote católico, historiador, filósofo, escritor e professor argentino. Foi vigário do Opus Dei na Argentina, Paraguai e Bolívia, e vigário geral da prelatura entre 2014 e 2019. Atualmente é vigário auxiliar do Opus Dei.

## Biografia
Nasceu na cidade de Buenos Aires em 25 de abril de 1960. Após concluir os estudos secundários, formou-se em História pela Universidade de Buenos Aires (UBA). Em seguida, mudou-se para a Itália para obter um doutorado em Filosofia pela Pontifícia Universidade da Santa Cruz, em Roma. Após concluir o ensino superior, foi para o Equador, onde trabalhou por sete anos como professor de Filosofia do Direito e como editor jornalístico no conhecido jornal El Telégrafo.
Em 1991 foi ordenado sacerdote pelo então Papa São João Paulo II.
Em 1996 foi nomeado primeiro decano da recém-criada Faculdade de Comunicação Social Institucional da Pontifícia Universidade da Santa Cruz (Roma) e de 2002 a 2008 foi reitor desta mesma instituição. Ao mesmo tempo, tornou-se presidente da Conferência dos Reitores das Pontifícias Universidades Romanas (CRUPR). Em 2007, Bento XVI o nomeou perito na Quinta Conferência Geral do Episcopado Latino-Americano e do Caribe realizada na cidade de Aparecida, Brasil, entre os dias 13 e 31 de maio daquele ano.
Em 1º de maio de 2010 foi nomeado Vigário Regional do Opus Dei na Argentina , Paraguai e Bolívia.
Em  de dezembro de 2014, o prelado do Opus Dei, Dom Javier Echevarría Rodríguez, nomeou-o vigário geral da Prelatura da Santa Cruz e do Opus Dei.
Em 25 de janeiro de 2017, após a eleição do Mons. Fernando Ocáriz como Prelado do Opus Dei, Mariano Fazio foi nomeado Vigário Geral da Prelazia do Opus Dei, para o qual se tornou o principal colaborador do Prelado para o governo ordinário e sede do a prelazia do Opus Dei . 
De 3 a 28 de outubro de 2018, participou como padre sinodal pontifício no sínodo dos bispos dedicado à juventude, fé e discernimento vocacional.
Em 14 de maio de 2019, por nova nomeação de Dom Fernando Ocáriz, Dom Fazio tornou-se vigário auxiliar do Opus Dei . 
Mariano Fazio é professor de História das Ideias Contemporâneas da Pontifícia Universidade da Santa Cruz (Roma), membro correspondente da Academia Nacional de História do Equador, membro da Sociedade Chestertoniana Argentina e membro do Conselho de História Eclesiástica. É professor honorário das universidades de Huánuco (Peru) e do Espíritu Santo (Guayaquil).

## Escritor
Mariano Fazio possui uma extensa produção bibliográfica. A linha condutora de seus escritos é a análise das relações entre Modernidade e Cristianismo , dando especial importância ao processo de secularização .
Os escritos de Mariano Fazio em espanhol podem ser agrupados nas seguintes categorias:
- História das ideias: Historia de la filosofía moderna (em colaboração com Daniel Gamarra), Madrid 2002; Historia de la filosofía contemporánea (em colaboração com Francisco Fernández Labastida), Madrid 2006, 2009; Historia de las ideas contemporáneas, Madrid 2006, 2007, 2012, 2015; Desafíos de la cultura contemporánea para la conciencia cristiana, San José de Costa Rica-Rosario 2002, 2006, 2008, 2010; Francisco de Vitoria. Cristianismo y Modernidad, Buenos Aires 1998; Del buen salvaje al ciudadano. Introducción a la filosofía política de Rousseau, Buenos Aires 2003; Raíces filosóficas de la cultura de la vida (em colaboração com José Juan García), Buenos Aires 2005; Un sendero en el bosque. Guía al pensamiento de Kierkegaard, Buenos Aires 2007; Cristianos en la encrucijada. Los intelectuales cristianos en el periodo de entreguerras, Madrid 2008; Secularización y Cristianismo. Las corrientes culturales contemporáneas, Buenos Aires 2008, 2010, 2012, 2014.

- Igreja e mundo contemporâneo: De la persona a la aldea global. De la mano de Juan Pablo II y Benedicto XVI, Rosario 2009; De Benedicto XV a Benedicto XVI. Los Papas contemporáneos y el proceso de secularización, Madrid 2009; Al César lo que es del César. La libertad en Benedicto XVI, Madrid 2013; El Papa Francisco. Claves de su pensamiento, Madrid 2013 (duas edições); San Juan XXIII. Obediencia y Paz, Madrid-Rosario 2014; Beato Pablo VI. Gobernar desde el dolor, Madrid-Rosario 2014; Diálogos sobre Papas y Santos contemporáneos, Rosario 2015.

- Estudos sobre América Latina: Ideología de la emancipación guayaquileña, Guayaquil 1987; El Guayaquil colombiano, 1822-1830, Guayaquil 1988; Recuerdos del Reino de la Luz, Guayaquil 1989; 1492… Once aventuras en América, Buenos Aires 1992; El liberalismo incipiente. Dos estudios sobre Vicente Rocafuerte, Quito 1995; La América Ingenua. Breve historia del descubrimiento, evangelización y conquista de América, Madrid 2009; Evangelio y culturas en América Latina, San José de Costa Rica-Rosario 2004, 2010, 2013; Los fines de la conquista. El oro, el honor, la fe, Piura 2015.

- Estudos sobre literatura e ideias: El universo de Dickens. Una lección de humanidad, Madrid-Rosario 2015; Seis grandes escritores rusos, Madrid-Rosario 2016; El siglo de oro español. De Garcilaso a Calderón, Madrid, 2017.
- Livros de espiritualidade: El último romántico, Madrid, 2018.  Transformar el mundo desde dentro, Madrid, 2019.